# مبارك الكبير (منطقة)
منطقة مبارك الكبير، منطقة من مناطق محافظة مبارك الكبير في الكويت. منطقة جنوبي العاصمة ب 18كم أطلقت الدولة عليها هذا الاسم في التسعينيات تكريماً لحاكم الكويت السابع الشيخ مبارك الصباح ((مبارك الكبير))، وقد توسع هذا المسمى فيما بعد ليشمل سادس محافظات الكويت، هي منطقة سكنية يوجد بها سوق مركزي جمعية مبارك الكبير التعاونية ومركز للشرطة وصالة أفراح ومنطقة مبارك الكبير التعليمية والعديد من المساجد والمدارس ومطاعم الوجبات السريعة والبنوك.